# Строитель (стадион, Шелехов)

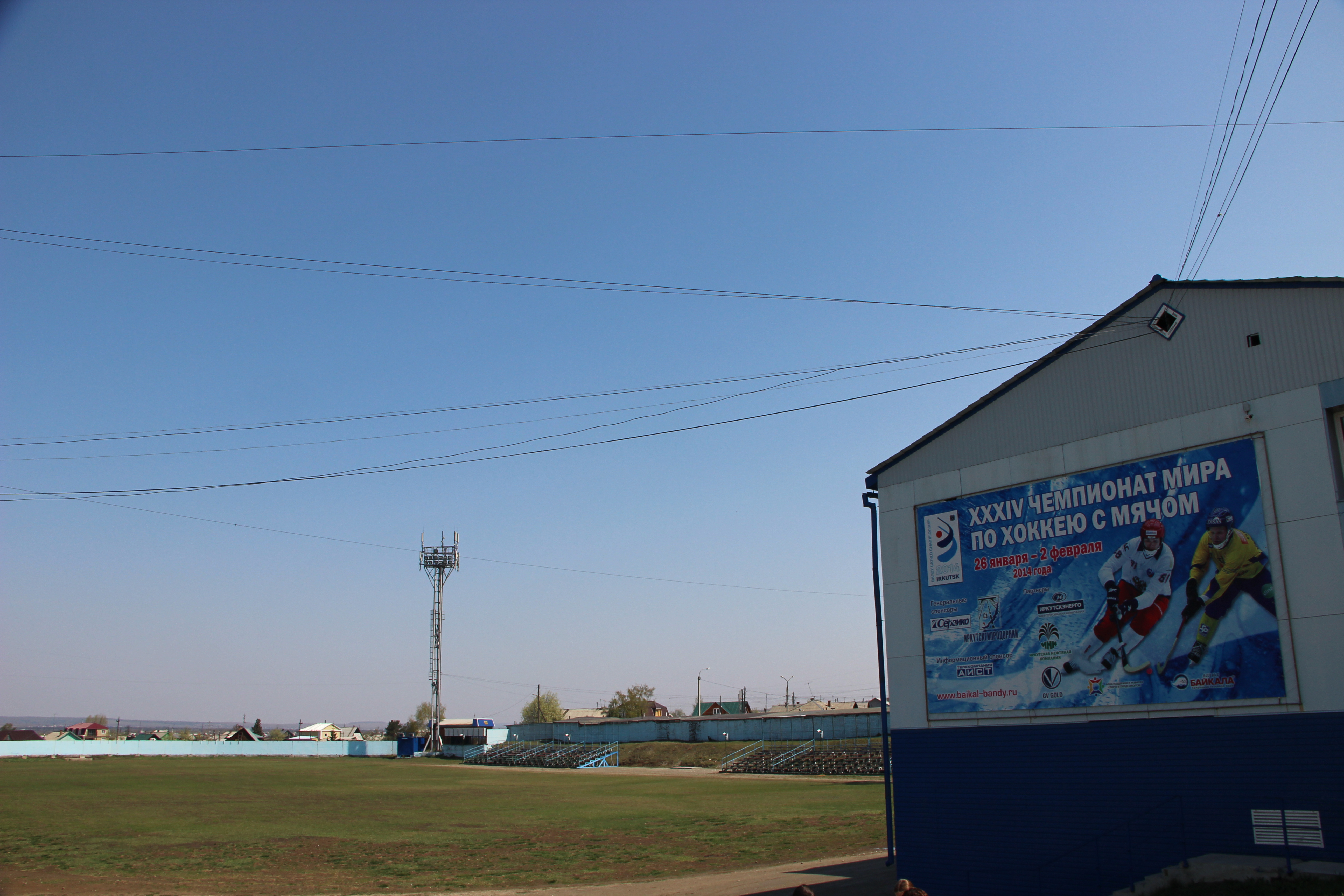
Стадион «Строитель» в мае 2014 года

«Строитель» — стадион в городе Шелехове Иркутской области в России. Построен в 1958 году, вмещает 5500 человек. На стадионе проходили матчи чемпионата мира по хоккею с мячом 2014, чемпионата мира по хоккею с мячом среди девушек не старше 17 лет 2017, и будут проходить матчи чемпионата мира по хоккею с мячом 2020.
На стадионе играла команда «Строитель» Шелехов (1968/1969).
Размеры поля: 105 × 65 м. Реконструировался в 2006 и 2011 гг.

## Адрес
- Россия, Иркутская область, г. Шелехов, 20 квартал, д. 99а